# Накано Такеко
Такеко Накано (јап. 中野 竹子; 1847—1868) била је јапанска женска ратница из Аизу области, која се борила и погинула у Бошином рату. Рођена је на Еду, као ћерка Накано Хеинаија, званичника Аизу хана. Такеко је била у потпуности обучена у борилачким вештинама, као и у књижевности, равноправно попут свих мушких јапанских ратника. Њен учитељ је био Акаока Даисуке. Након обуке 1860их година, Накано је приступила Аизу хану 1868. године као прва жена икада. Током Битке за Аизу, она је користила нагинату (јапанско оружје налик копљу) и била предводник женских ратница који су се у бици борили самостално, будући да високи званичници Аизу хана нису дозволили да званично буду део армије. Ова јединица је касније названа Женском армијом.
Док је била у првим редовима против Јапанске царске војске против Огаки хана, Накано Такеко је била тешко погођена у груди. Како њени непријатељи не би носили њену главу као трофеј, она је замолила њену рођену млађу сестру, Јуко, да је одсече и сахрани. Сестра ју је послушала и однела у Хокаи храм (данас Аизубанге, Фукушима) и сахранила испод једног дрвета бора.
Споменик јој је био подигнут поред њеног гроба у истом храму; Аизу хан и Јапанска царска војска са новим генералом Дева Шигетом били су укључени у његову изградњу. Током годишњег Аизу јесењег фестивала, група младих девојака обучених у хакаме и са белим тракама око главе, узима учешће у поворци, обележавајући деловање Накано Такеко и групу жена ратница које је она предводила.